# 上田博之
上田 博之（うえだ ひろゆき、1933年（昭和8年）1月1日 - 2006年（平成18年）4月27日）は、日本の政治家。広島県東広島市出身。東広島市長（2期）。

## 来歴
1951年に広島県庁に入庁。
1998年、東広島市長に初当選。
2002年、無投票で再選。
2006年、健康状態の悪化を理由に3期目の市長選挙には出馬しないことを表明。同年4月23日、任期満了に伴う市長選が行われ、前県議の蔵田義雄が初当選した。
4月27日、上田は直腸癌のため任期満了の直前に死去、73歳没。死没日をもって瑞宝中綬章追贈、従五位に叙される。後任の蔵田義雄は急遽予定を繰り上げて翌4月28日に新市長に就任した。